# Ынха-3
«Ынха-3» (кор. 은하 3호?, 銀河三號? — «Млечный путь-3») — ракета-носитель КНДР, третья в семействе, имеет третью ступень, модифицированную и увеличенную относительно предыдущей РН «Ынха-2», вместе с которой является гражданской версией МБР «Тэпходон-2».
Ракета-носитель является трёхступенчатой, имеет на всех ступенях жидкостно-ракетные двигатели (стартовая тяга двигателей первой ступени — 120 тонн), имеет стартовую массу 91 тонн, длину более 30 метров и наибольший диаметр 2,4 метров. Полезная нагрузка РН составляет более 100 кг.
Ракета способна выводить спутники на полярную солнечно-синхронную орбиту.
12 декабря 2012 года вывела на орбиту первый подтверждённый ИСЗ КНДР «Кванмёнсон-3», что сделало страну 10-й космической державой, способной запускать спутники собственными ракетами-носителями, опередив Южную Корею.
Запускается со второго в стране космодрома Тончхан-ни (Сохэ).

## История запусков

### Запуск 13 апреля 2012 года
23 марта пресс-представитель МИД КНДР заявил, что подготовка к запуску вошла в полномасштабную завершающую стадию. 26 марта обнародованы сообщения наблюдателей, что ракета-носитель доставлена поездом на космодром. 28 марта на спутниковом снимке оператора DigitalGlobe стали видны работы по подготовке стартовой площадки к установке ракеты-носителя с помощью грузовиков, кранов и крановых конструкций на стартовой башне. 29 марта появились сообщения о начале работ по подготовке заправке ракеты-носителя жидким топливом.
В начале апреля оглашено, что японские разведывательные спутники наблюдали на территории Центра ракетно-космических исследований и разработок в Пхеньяне собранную 40-метровую ракету, предположительно предназначенную для праздничного военного парада и аналогичную новой ракете-носителю и эквивалентную по возможностям межконтинентальной баллистической ракете с дальностью 10 тыс. км.
К 6 апреля на космодроме сборка в монтажно-испытательном корпусе трёхступенчатой ракеты-носителя и спутника была завершена, а топливохранилища были заполнены и подготовлены к заправке после вывоза ракеты-носителя на стартовую площадку.
7 апреля ракета-носитель была установлена на стартовой площадке. Ракета на стартовой площадке, находящийся в хранилище космодрома спутник и командный пункт управления космодрома были продемонстрированы 60 журналистам. 11 апреля журналисты посетили Центральный командный пункт управления полётом в Пхеньяне.
10 апреля спутник был установлен в ракету-носитель и началась её заправка топливом.
Запуск был осуществлён 13 апреля 2012 года в 02:38:55 МСК. Пуск окончился неудачей, спутник не смог выйти на орбиту, обломки ракеты-носителя «Ынха-3» и спутника «Кванмёнсон-3» упали в Жёлтое море. По сообщениям источников Южной Кореи и США, после 2 минут 15 секунд и 120 км полёта на высоте 70 км ракета «развалилась в воздухе» на две части, после чего спустя 9 минут первая часть ракеты рассыпалась более чем на сотню фрагментов, которые упали в море в 165 километрах к западу от южнокорейской столицы Сеула, а вторая часть распалась на 3 фрагмента, которые упали в море на расстоянии 190—200 километров от города Кунсан на западном побережье Южной Кореи.
Попытку запуска и движение ракеты наблюдала служба NORAD (американская служба слежения за стартами космических ракет), аналогичные российские и другие средства отслеживания ракетно-космических объектов и разведок разных стран.
Спустя около 5 часов ЦТАК и Центральное Телевидение КНДР кратко сообщили о неудаче запуска и объявили о начале разбирательства учёными и техническим персоналом КККТ в причинах его провала. На космодром или в Центр управления полётом непосредственно для наблюдения попытки запуска 12 апреля и запуска 13 апреля находившиеся в КНДР журналисты приглашены не были, а подготовленная пресс-конференция не была проведена. О времени старта не был также проинформирован ближайший союзник Китай.
Помимо взрыва или разрушения ракеты из-за вибраций или неудачного отделения первой ступени, озвучены также предположения некоторых экспертов, что КНДР могла задействовать обозначенную ранее её систему самоуничтожения спустя несколько минут полёта в случае выявления отклонения от заданной траектории.
По сообщениям некоторых источников, Южная Корея намеревалась попытаться достать упавшие в море части ракеты с кораблей ВМФ, командированных на наблюдение запуска. Но в итоге им удалось достать лишь кусок первой ступени.

### Запуск 12 декабря 2012 года
1 декабря 2012 года, в преддверии объявленной много ранее аналогичной новой попытки запуска Южной Кореей спутника первой собственной ракетой-носителем «Наро-1», КНДР объявила, что ошибки неудачного первого запуска были отработаны и новая попытка запуска предстоит в период между 10 и 22 декабря. 8 декабря было объявлено о расширении стартового окна до 29 декабря для решения обнаруженной технической проблемы.
12 декабря 2012 года КНДР успешно вывела на орбиту ИСЗ «Кванмёнсон-3» с помощью ракеты-носителя «Ынха-3». Спутник вышел на заданную орбиту спустя 9,5 минут после старта. Командование воздушно-космической обороны США (NORAD) подтвердило успех запуска.

### Запуск 7 февраля 2016 года
С западного полигона Сохэ 7 февраля 2016 года с помощью ракеты-носителя «Ынха-3» был произведен запуск спутника «Кванменсон-4» («Сияющая звезда-4»). Период его обращения вокруг Земли, как сообщили средства массовой информации страны, составляет 94 минуты. Команда на старт ракеты была дана в 09:00 по местному времени (03:30 мск), через 9 минут и 46 секунд был зафиксирован выход космического аппарата на орбиту. Спутник «Кванменсон-4» проработал на орбите до 30 июня 2023 года.